# Ichneumon stuttgardiensis
Ichneumon stuttgardiensis là một loài tò vò trong họ Ichneumonidae.